# Theodore Ayrault Dodge
Theodore Ayrault Dodge (Pittsfield, Massachusetts; 28 de mayo de 1842- París; Isla de Francia; 26 de octubre de 1909) fue un oficial de la Unión durante la Guerra de Secesión estadounidense, además de ejercer como historiador militar.
Escribió trabajos sobre dicho conflicto y sobre los grandes generales europeos y de la Antigüedad. Considerado por sus contemporáneos y otros historiadores como el mayor historiador militar estadounidense del siglo XIX.

## Biografía

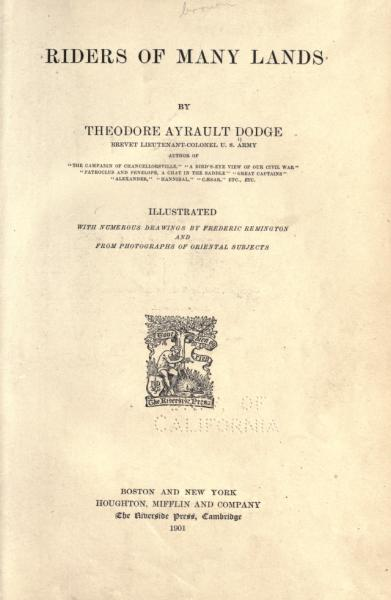
Primera página del libro "Jinetes de Muchas Tierras" (Riders of Many Lands) 1901 Boston:Houghton

Nacido en Pittsfield, Massachusetts, recibió educación militar en Berlín y asistió al University College de Londres y a la Universidad de Heidelberg. A su regreso a los Estados Unidos en 1861, se alistó como soldado raso en la infantería de voluntarios de Nueva York. En el curso de la Guerra Civil, ascendió provisionalmente al rango de teniente coronel, perdiendo la pierna derecha en la Batalla de Gettysburg. Sirvió en el Departamento de Guerra de los Estados Unidos desde 1864 e ingresó en el ejército regular en 1866. En 1870 se retiró con el grado de mayor. Tras su retiro, vivió en Boston y posteriormente en París, donde murió. Está enterrado en el Cementerio Nacional de Arlington.
Dodge contrajo matrimonio con Jane Marshall Neil en 1865 y, a su muerte, con Clara Isabel Bowden en 1893.

## Su obra
Sus trabajos sobre la guerra de Secesión incluyen La campaña de Chancellorsville (1881) y Vista de pájaro de la Guerra Civil (1883). 
Desde 1890 a 1907 publicó doce volúmenes de su Historia del arte de la guerra: Alejandro, Aníbal, César, Gustavo Adolfo, Federico el Grande, Napoleón, aunque los volúmenes sobre Federico el Grande se hallaban incompletos a su muerte. La obra se ha separado en biografías individuales para su publicación moderna. 
Su diario militar, que cubre su estancia con el Ejército del Potomac desde las Batallas de los Siete Días a la Batalla de Gettysburg, ha sido recopilado y publicado recientemente por el historiador Stephen W. Sears con el título En campaña con el Ejército del Potomac: El diario de la Guerra Civil de Theodore Ayrault Dodge.